# Виноградов, Александр Иванович (протоиерей)
Алекса́ндр Ива́нович Виногра́дов (1834—1908) — протоиерей, служивший во Владимире и известный преимущественно как автор исторического очерка об Успенском соборе.

## Биография

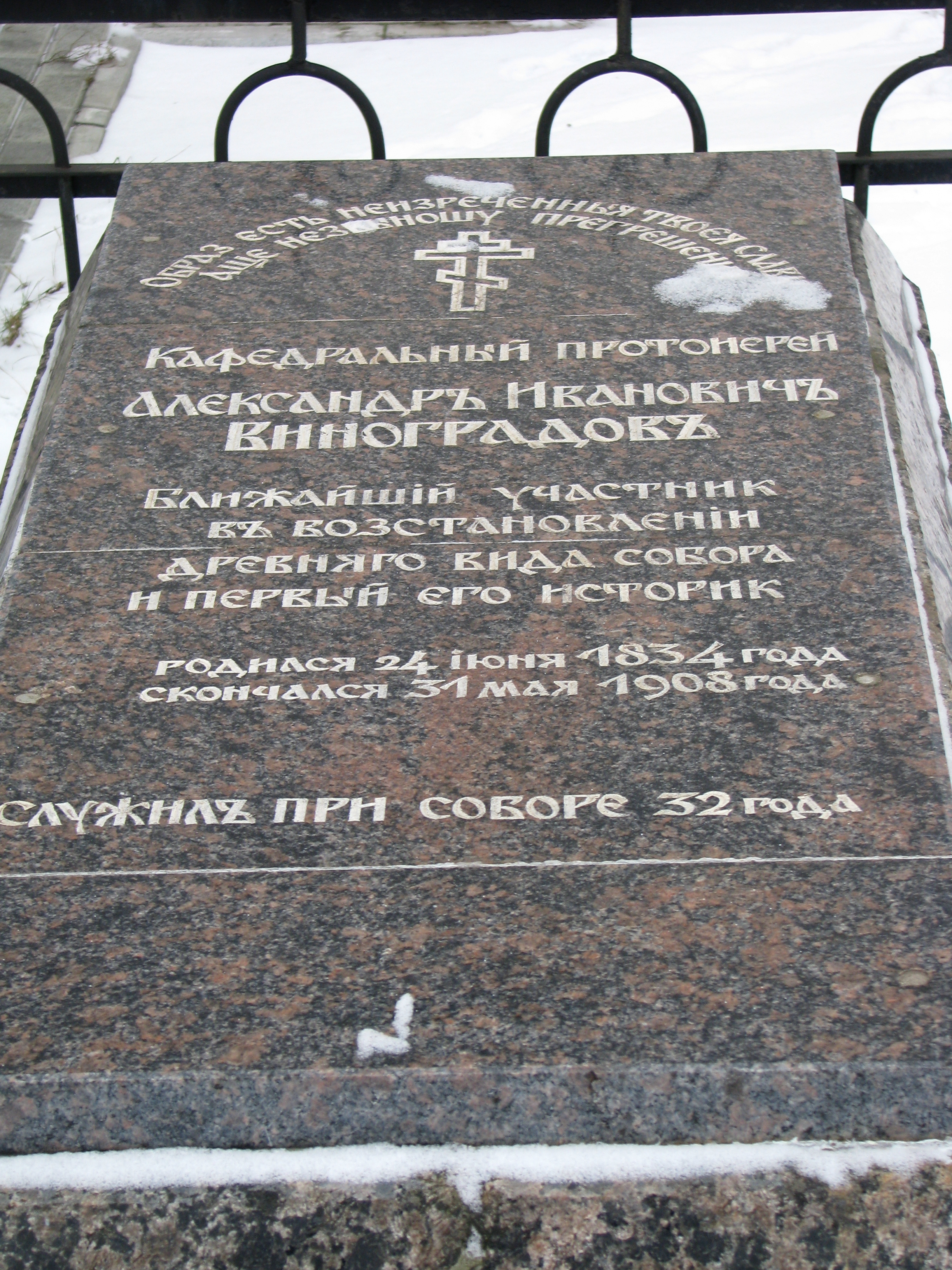
Надгробие протоиерея Александра Виноградова возле Успенского собора во Владимире

Родился 24 июня (6 июля) 1834 года в Вязниках Владимирской губернии в семье диакона Троицкой церкви в Ярополчской слободе Ивана Андреевича Виноградова; мать — Наталья Дмитриевна, дочь диакона Казанского собора в Вязниках. В 1843 году начал обучение во Владимирском духовном училище.
В 1854 году окончил Владимирскую духовную семинарию. В то время семинарской курс заканчивало до 300 человек и определиться на причетническое место было трудно и Александр Виноградов подал прошение о переводе его из епархиального ведомства в военное; 15 августа 1855 года вступил в брак с Павлой Сергеевной Лебедевой; 18 августа посвящён в диакона, 20 августа рукоположён во священника и 23 августа вместе с супругой отправился к месту служения — в Варшаву, где квартировал резервный егерский полк 7-й пехотной дивизии. В сентябре они прибыли в Варшаву, а оттуда в Новогеоргиевскую крепость, куда был переведён полк. После расформирования резервных полков, в марте 1857 года он был переведён во Владимирскую епархия и после 9-месячного ожидания получил священническое место в храме города Покров. В 1864 году Владимирскую кафедру занял епископ Феофан и как вспоминал Виноградов «до этого времени проповеди произносимы были только по росписанию[sic], по которому на мою долю приходилось произносить в год не более шести поучений, после же распоряжения преосвященного владыки нужно было изготовлять беседу к каждому воскресному дню … пришлось крепко взяться за дело…»
Осенью 1870 года он был переведён в Успенский собор во Владимире; в 1872—1876 годах был членом семинарского правления. В 1876 году возведён в сан протоиерея и назначен настоятелем собора в Киржаче.
С 27 ноября 1880 года до 1893 года состоял ключарём Успенского собора во Владимире; с 1884 года — член духовной консистории, в марте 1884 года награждён палицей. В 1892 году был награждён орденом Св. Владимира 4-й степени. С 16 сентября 1903 года — настоятель Успенского собора. В 1905 году получил орден Св. Владимира 3-й степени.
Состоял членом совета братства Александра Невского, Владимирской губернской учёной архивной комиссии, Московского археологического общества (1892) и др., был законоучителем начальных школ, городских училищ, учительской семинарии.
Скончался 31 мая (13 июня) 1908 года во Владимире. Похоронен около Успенского собора.